# Sarcoscypha occidentalis
Sarcoscypha occidentalis är en svampart som först beskrevs av Ludwig David von Schweinitz, och fick sitt nu gällande namn av Pier Andrea Saccardo 1889. Sarcoscypha occidentalis ingår i släktet Sarcoscypha och familjen Sarcoscyphaceae.   Inga underarter finns listade i Catalogue of Life.

## Källor

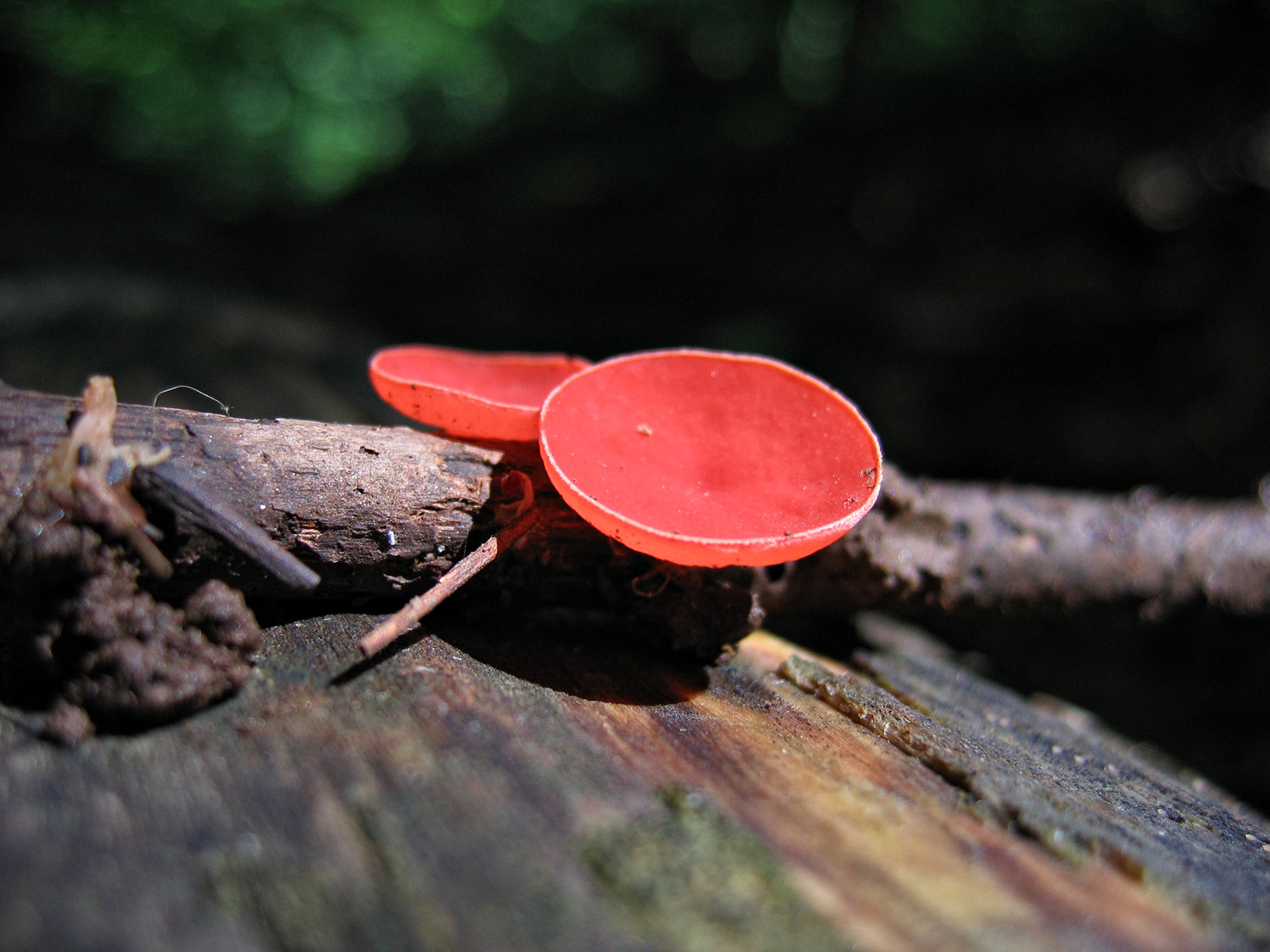